# Paul Citroen
Paul Citroen, de son nom complet Roelof Paul Citroen, né le 15 décembre 1896 à Berlin et mort le 13 mars 1983 à Wassenaar (Pays-Bas), est un peintre, dessinateur et photographe néerlandais.

## Biographie
Paul Citroen étudie la peinture à Berlin puis devient libraire et marchand d'art aux Pays-Bas en 1914. Il fait son service militaire à Alkmaar. En 1918, il réalise des photomontages et des collages dans le style dadaïste constitués de villes et de façades. Il se remet à peindre en 1922 et suit des cours d'arts plastiques au Bauhaus en 1927 à Weimar.
Il fonde sur les principes du Bauhaus une école d'art à Amsterdam, la Nieuwe Kunstschool (nl) (nouvelle école d'art), avec Jan Havermans et Charles Roelofsz. Il réside lui-même au numéro 235 de la Kerkstraat. Il s'installe en 1935 à La Haye et y enseigne jusqu'à sa mort en 1983. Quand Citroen est prévenu qu'il devait être arrêté par les forces d'occupation le 28 août 1942, il fuit chez Maria Helena Friedlaender (née Bruhn), une femme allemande, femme de Henri Friedlaender. Elle le cache avec d'autres en haut de sa maison à Wassenaar, juste au nord de La Haye, en Hollande-Méridionale, pour plusieurs mois.
Parmi ses œuvres connues figure notamment Metropolis en 1923.